# Cournon-d’Auvergne
Cournon-d’Auvergne – miejscowość i gmina we Francji, w regionie Owernia-Rodan-Alpy, w departamencie Puy-de-Dôme.
Według danych na rok 1990 gminę zamieszkiwało 19 156 osób, a gęstość zaludnienia wynosiła 1031 osób/km² (wśród 1310 gmin Owernii Cournon-d’Auvergne plasuje się na 7. miejscu pod względem liczby ludności, natomiast pod względem powierzchni na miejscu 500.).

## Współpraca
- Lichtenfels, Niemcy
- Ariccia, Włochy